# Lampazos de Naranjo
Lampazos de Naranjo är en ort i Mexiko.   Den ligger i kommunen Lampazos de Naranjo och delstaten Nuevo León, i den centrala delen av landet, 900 km norr om huvudstaden Mexico City. Lampazos de Naranjo ligger 326 meter över havet och antalet invånare är 5 104.
Terrängen runt Lampazos de Naranjo är platt åt nordväst, men åt sydost är den kuperad.  Trakten runt Lampazos de Naranjo är nära nog obefolkad, med mindre än två invånare per kvadratkilometer. Det finns inga andra samhällen i närheten. Omgivningarna runt Lampazos de Naranjo är i huvudsak ett öppet busklandskap.